# برغهايم
برغهايم نوردراين وستفالن (بالألمانية: Bergheim, North Rhine-Westphalia) هي بلدة ألمانية و مدينة تقع في ألمانيا في Rhein-Erft-Kreis. يقدر عدد سكانها بـ 62,897 نسمة .

## المدن التوأمة
مدن شوني و Andenne هي مدن توأمة لـبرغهايم نوردراين وستفالن.